# Briollay
Briollay é uma comuna francesa na região administrativa da Pays de la Loire, no departamento de Maine-et-Loire. Estende-se por uma área de 14,28 km². Em 2010 a comuna tinha 3 076 habitantes (densidade: 215,4 hab./km²).